# ریزپوسته‌سانان
ریزپوسته‌سانان (نام علمی: Microconchida) نام یک راسته از شاخه نرم‌تنان است.